# Фрязиновская улица
Фрязиновская улица — улица Вологды. Начинается от улицы Горького, пересекает улицы Судоремонтная, Карла Маркса и Дальняя, заканчивается в конце Восточной промышленной зоны.

## Название
Наименование «Фрязиновская» прямо или косвенно связано с прозвищем «фряг», «фрязь» или «фрязин», которым называли итальянцев, прибывших в Московию в эпоху Возрождения. Есть мнение, что «фрязинами» называли вообще иностранцев из Западной Европы, которые не могли говорить на русском языке. Фрязины возводили церкви и соборы, ставили кирпичные, пороховые, стекольные заводы, лили пушки и колокола, строили крепости. Обучая архитектурному искусству, иконописи, «фрязины» немало привнесли дух Возрождения в культуру Российского государства. За службу «фрязины» были жалованы селами и поместьями. Фамилия Фрязины закрепилась за потомками приглашенных иноземцев.

## Село Фрязиново
В конце царствования Иоанна Грозного, с присоединением Сибири и сформировавшейся дорогой туда через Вологду и Устюг, иноземцы стали посещать наш город как торговые люди. В Вологде, сделавшейся важным складочным местом товаров, стали образовываться целые слободы, населенные иноземцами, одной из которых и стала Фрязиновская слобода. Для неё было отведено дворцовое село, примыкавшее к Заречному посаду. «Иностранные купцы заводят здесь свои конторы, амбары, кладовые; некоторые строят даже дома». На плане Вологды середины XVII века слобода именуется селом Фрязиновым в составе города Вологды.
По мнению краеведа Н. В. Фалина, земли села Фрязиново ещё в XIV веке принадлежали, вероятнее всего Андрею Фрязину (по грамоте Дмитрия Донского — наместнику Печорской земли). Здесь Андрей построил церковь во имя своего святого. В 1529 году эти земли принадлежали Ивану Фрязину. В 1615 году село «состояло за царем», а в 1617 году было пожаловано стольникам боярам Борису и Глебу Ивановичам Морозовым.
Фрязиновская слобода быстро росла и расширялась. В начале XVI века в селе были 3 двора церковных, 9 дворов пашенных крестьян и 23 бобыльских. По данным окладных книг уже к концу XVII в. в приходе Фрязиновской церкви числилось 125 дворов. Жители Фрязиново состояли из купцов, мещан и крестьян. В 1791 году в селе проживало: духовного сословия — 26 человек, приказных (чиновников) — 27 человек с семьями, из них только одна семья принадлежала к дворянскому сословию, военного ведомства — 5 семей, в основном отставных солдат, купцов и мещан — 250 человек, дворовых — 13 человек, крестьян, проживающих в городе — 30 человек (11 дворов).
В 1794 году значилось купеческих дворов 9, а в них проживало 64 человека, а в 1880 году — 16 купеческих фамилий. Среди купеческих фамилий Фрязиново — известная Вологде фамилия Леденцовых. Отец Христофора Семеновича — купец I гильдии Семен Алексеевич Леденцов — имел на Фрязиновской набережной меховой магазин, занимался перевозкой товаров по рекам Вологде и Сухоне. Вносил немалые пожертвования в приходскую церковь. Среди вкладчиков, немало и других известных вологодских купеческих людей: Веденеевы, Поповы-Введенские, Шапкины, Рыбниковы, Щучкины и др.

## История появления
К началу XX века на месте городского села Фрязиново сформировались несколько Фрязиновских улиц — 1, 2, 3 и Фрязиновская набережная. Фрязиновская набережная ограничивалась Фрязиновскими улицами — второй и третьей с востока и запада, первой — с северо-востока. Современное расположение улиц не совсем соответствует прежнему. В 1959—1961 году напротив 2-й Фрязиновской улицы сооружен железобетонный мост в честь 800-летия Вологды. Первой своё историческое название утратила Фрязиновская набережная. 16 октября 1918 года она вошла в состав Краснофлотской наб., 16 декабря 1959 года Краснофлотская и Красноармейская наб. были объединены в Армейскую, и в 1970 году переименованы в Наб. VI армии. 2-я Фрязиновская улица после революции была переименована в улицу Фабричную и решением горисполкома от 31 мая 1967 года «в связи с просьбой пионеров дружины им. В. Н. Прокатова средней школы № 15», улице Фабричной присвоено имя Героя Советского Союза Василия Николаевича Прокатова. 1-я Фрязиновская улица 13 октября 1972 года получила имя В. А. Гиляровского, остатки села Фрязиново в районе площади Чайковского — название улицы Солнечной. И только 3-я Фрязиновская, «потеряв» порядковый номер, сохранила историческое название, отдалившись от набережной. На этой улице уже давно ничего не напоминает о бывшей купеческой слободе.

## Современность

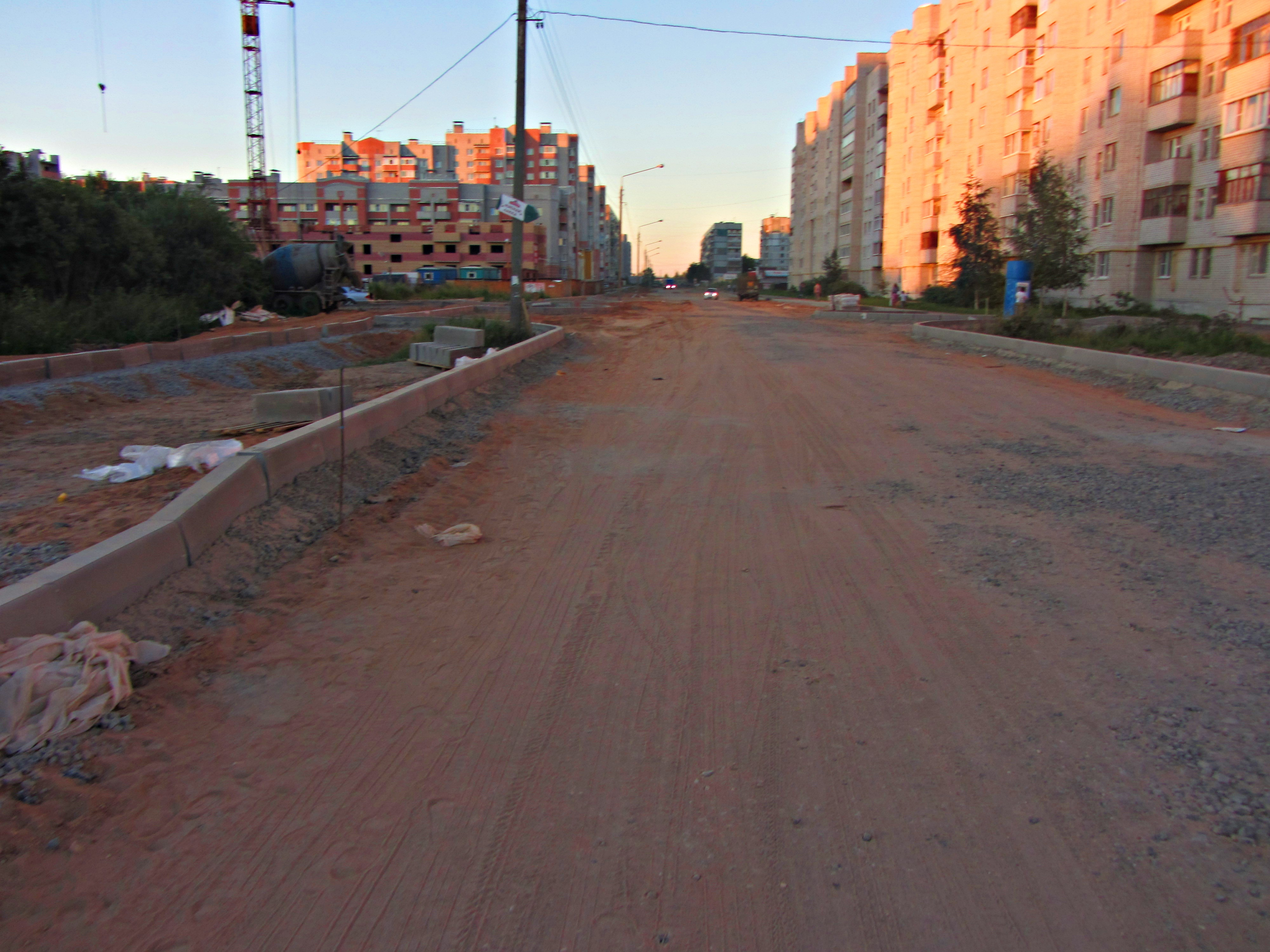
Капитальный ремонт Фрязиновской улицы, июль 2014 года

Сравнительно недавно здесь ещё стояли полуразрушенные дома дореволюционной постройки. С середины 1980-х годов начинается грандиозное строительство новых многоэтажных домов в районе улиц Фрязиновской — Карла Маркса — Дальней в современном микрорайоне Фрязиново. Как вспоминают «счастливые» новоселы одного из первых домов на углу улиц Фрязиновской и Карла Маркса: 

«Несколько лет приходилось „пробираться“ к остановке автобуса, надев на обувь полиэтиленовые пакеты.»

Застройка этого района продолжается и сегодня, на карте города появляются новые жилые комплексы.
Летом 2014 года начался капитальный ремонт Фрязиновской улицы на участке от улицы Дальней до Горького. Здесь появится современная двухполосная дорога с хорошим асфальтом, удобными тротуарами и велодорожками. Летом 2015 года завершился капитальный ремонт улицы.

## Здания и сооружения

### По нечётной стороне
| № Дома                  | Фото дома               | Описание                |
| ← набережная VI Армии → | ← набережная VI Армии → | ← набережная VI Армии → |
| ----------------------- | ----------------------- | ----------------------- |
| 7                       |                         |                         |
| 9                       |                         |                         |
| 11                      |                         |                         |
| ← улица Горького →      |                         |                         |
| 19                      |                         |                         |
| 21                      |                         |                         |
| ← улица Солнечная       |                         |                         |
| улица Судоремонтная →   |                         |                         |
| 23                      |                         |                         |
| ← улица Карла Маркса →  |                         |                         |
| 25в                     |                         |                         |
| 25г                     |                         |                         |
| 25д                     |                         |                         |
| 27                      |                         |                         |
| 27а                     |                         |                         |
| 29                      |                         |                         |
| 29а                     |                         |                         |
| 29б                     |                         |                         |
| ← улица Открытая        |                         |                         |
| 31                      |                         |                         |
| 33                      |                         |                         |
| 33а                     |                         |                         |
| 33б                     |                         |                         |
| 35                      |                         |                         |
| 37                      |                         |                         |
| ← улица Дальняя →       |                         |                         |

### По чётной стороне
| № Дома                 | Фото дома          | Описание           |
| ← улица Горького →     | ← улица Горького → | ← улица Горького → |
| ---------------------- | ------------------ | ------------------ |
| 10                     |                    |                    |
| ← улица Солнечная      |                    |                    |
| улица Судоремонтная →  |                    |                    |
| 20                     |                    |                    |
| ← улица Карла Маркса → |                    |                    |
| 24                     |                    |                    |
| 24а                    |                    |                    |
| 26                     |                    |                    |
| 26а                    |                    |                    |
| 26б                    |                    |                    |
| ← улица Открытая       |                    |                    |
| 32                     |                    |                    |
| 34                     |                    |                    |
| 36                     |                    |                    |
| 36а                    |                    |                    |
| ← улица Дальняя →      |                    |                    |